# Dobri Dobrev
Dobri Dimitrov Dobrev (Bulgaars: Добри Димитров Добрев; Bajlovo, 20 juli 1914 - Sofia, † 13 februari 2018), ook wel bekend als Grootvader Dobri (Дядо Добри; Djado Dobri) of de Heilige uit Bajlovo, was een Bulgaarse asceet die elke dag meer dan 20 kilometer liep om voor de heilige Alexander Nevski-kathedraal in Sofia te staan om geld in te zamelen voor goede doelen. Het ingezamelde geld schonk Dobrev aan goede doelen, weeshuizen, kerken en kloosters.

## Biografie
Dobrev groeide op als halfwees nadat zijn vader tijdens de Eerste Wereldoorlog werd gedood. Tijdens de Tweede Wereldoorlog verloor Dobrev zelf een groot deel van zijn gehoor na een granaatontploffing.

## Overlijden
Dobrev stierf na een korte ziekte op 13 februari 2018 in het Kremikovtsi-klooster, waar hij de laatste jaren van zijn leven verbleef.